# Neertje
Het neertje (Haemulon sciurus) is een straalvinnige vis uit de familie van Haemulidae, orde baarsachtigen (Perciformes), die voorkomt in het westen van de centrale Atlantische Oceaan.

## Beschrijving
De vis is geelachtig met vele horizontale blauwe strepen. Staart en de achterste helft van de rugvin zijn zwartgekleurd. Het neertje kan maximaal 46 centimeter lang en 750 gram zwaar worden. De vis heeft één rugvin. Er zijn 12 stekels en 16 tot 17 vinstralen in de rugvin en 3 stekels en 9 vinstralen in de aarsvin.

## Leefwijze
Het neertje is een zoutwatervis die voorkomt in tropische kustwateren en koraalriffen op een diepte van maximaal 30 meter. De soort vormt grote scholen boven rotsige en zanderige bodems in kustgebieden.
Het dieet van de vis bestaat hoofdzakelijk uit macrofauna en vis.

## Relatie tot de mens
Het neertje is voor de visserij van beperkt commercieel belang. De soort kan worden bezichtigd in sommige openbare aquaria. Voor de mens is het neertje potentieel gevaarlijk, omdat er meldingen van ciguatera-vergiftiging zijn geweest.
De soort staat niet op de Rode Lijst van de IUCN.